# 若月香
若月 香（わかつき かおり）は、日本の小説家・推理作家。広島県生まれ。
2004年、若月かおり名義で発表した『ずっと、ずっと、あなたのそばに 映画「いま、会いにゆきます」―澪の物語』で小説家デビュー。同作は市川拓司原作の映画『いま、会いにゆきます』の脚本を元に書き下ろしたサイドストーリーである。2013年、若月香名義で応募した「dog pround」で第6回ばらのまち福山ミステリー文学新人賞の優秀作に選ばれる。選考委員の島田荘司は「この文体や巧みな描写、表現力は、もう充分に独自的であり、プロの技術領域に届いていると思う」「テンポのよい楽しさという意味では候補作中随一である」と評した。2014年、同作を『屋上と、犬と、ぼくたちと』と改題して刊行し、推理作家として再デビューする。

## 作品リスト
若月かおり名義
- ずっと、ずっと、あなたのそばに 映画「いま、会いにゆきます」―澪の物語（2004年10月 小学館文庫）
- ヒツジの鍵（2007年11月 幻冬舎）
- 世界の終わりに咲く花（2010年9月 泰文堂） - BeeTVで放送された同名ドラマのノベライズ

若月香名義
- 屋上と、犬と、ぼくたちと（2014年9月 光文社）